# اینکاپاچاتا
اینکاپاچاتا (به اسپانیایی: Incapachata) یک کوه در پرو است که در Peru, Tacna Region واقع شده‌است. اینکاپاچاتا ۵٬۰۰۰ متر بالاتر از سطح دریا واقع شده‌است.